# 李恒発
李 恒発（イ・ハンバル、朝鮮語: 이항발/李恒發、1891年11月25日 - 1957年2月19日）は、日本統治時代の朝鮮の独立運動家、労働運動家、社会運動家、ジャーナリスト、大韓民国の政治家。制憲韓国国会議員。
本貫は慶州李氏、別名は李時雨。

## 経歴
全羅南道羅州郡（現・羅州市）栄山浦出身。京城中東学校（現・中東高等学校）卒、延禧専門学校（現・延世大学校）3年中退。1919年の三・一運動および独立軍資金募金活動に参加し、3年間の投獄を経験した後、1922年に朝鮮日報社会部長を務めた。1923年に朝鮮労働大会常任委員、京城自由労働者組合常任委員を務め、1924年に朝鮮共産党連絡部担当、1926年に京城労働会議常務委員、全羅南道羅州自由労働組合・羅州農民組合委員、1927年に新幹会京城支会委員、1930年に新幹会中央執行委員、1931年に羅州労働組合組織者、朝鮮青年同盟員、中央青年総同盟員をそれぞれ務めたほか、1925年に労働運動社を運営し月刊誌『労働』を発刊した。この間は京城自由労働者組合事件、朝芸事件、朝鮮共産党事件、光州学生事件、羅州労働組合事件などで5回、計11年間の投獄を経験した。その後、羅州で鉱業を営んで、光復後は韓国民主党・新韓民族国の組織に参加し、国会議員を務めたほか、大韓労総の機関紙と『労働者農民』を発刊した。
1948年の初代総選挙では羅州郡甲選挙区から無所属で立候補し、韓国民主党の候補を下して当選した。しかし、1950年の第2代総選挙では無所属の10人が出馬する混戦となり、金宗順に敗れて落選した。1957年2月19日に死去。

## 親日派疑惑
1934年10月の出獄を境に親日派に転向し、1936年に親日団体の白岳会の創立会員として活動した。
1949年の反民特委の調査によると、李は朝鮮総督府警務局の嘱託だった李覚鍾と共に大東民友会（白岳会の後身）の創立に参加した。ただし、本人は合法の行動だと反論し、反民特委側も情状酌量して反民行為者に該当しないと結論づけた。
1986年に建国褒章、1990年に建国勲章愛国章を追叙されたが、後に親日行為が問題視され、2010年に叙勲が取り消された。